# Lentipes solomonensis
Lentipes solomonensis är en fiskart som beskrevs av Jenkins, Allen och Boseto 2008. Lentipes solomonensis ingår i släktet Lentipes och familjen smörbultsfiskar. IUCN kategoriserar arten globalt som otillräckligt studerad. Inga underarter finns listade i Catalogue of Life.